# Hrabstwo Elmore (Alabama)

Piramida wieku hrabstwa

Elmore – hrabstwo w stanie Alabama w USA. Populacja liczy 79 303 mieszkańców (stan według spisu z 2010 roku).
Powierzchnia hrabstwa to 1702 km² (w tym 93 km² stanowią wody). Gęstość zaludnienia wynosi 49 osób/km².

## Miejscowości
- Coosada
- Deatsville
- Eclectic
- Elmore
- Wetumpka

## CDP
- Blue Ridge
- Emerald Mountain
- Holtville
- Redland